# Varialepis
Varialepis è un genere estinto di pesci ossei appartenente alla famiglia Varialepididae e all’ordine Palaeonisciformes, vissuto nel Permiano medio e Permiano superiore in quella che oggi è la Russia europea. 

## Descrizione
Gli esemplari di Varialepis rappresentano pesci di taglia media, caratterizzati da un sistema di canali sensoriali ben sviluppato e da grandi orbite. Il dermoiale, i supraorbitali e i postorbitali sono presenti. Il numero dei raggi branchiostegali è pari a nove. La dentatura è complessa, con una fila principale composta da grossi denti conici disposti lingualmente, una fila labiale di denti più piccoli e numerosi denticoli distribuiti lungo il margine labiale della mascella. Le pinne dorsale e anale sono situate vicino al lobo caudale; le pettorali sono lunghe e quelle pelviche più corte, con una base estesa. Tutte le pinne presentano raggi articolati.
Le scaglie sono generalmente romboidali o rettangolari, dotate di angolo anterodorsale prominente e articolazione a perno e incastro, con un perno più sviluppato dell’angolo stesso. Le scaglie della parte anteriore del corpo mostrano creste appiattite e pochi pori, mentre molte scaglie posteriori sono lisce, solcate da brevi depressioni sinuose nella parte anteriore. Quelle disposte dietro il capo, così come le dorsali e ventrali, presentano creste alte e rugose, dirette verso i margini posteriori e ventrali, convergenti nell’angolo posteroventrale in uno schema a petalo o simile a tegole. Il margine posteriore delle scaglie può essere liscio o seghettato, in funzione della specie o della posizione topologica.

## Classificazione
Il genere Varialepis venne istituito da A. Minikh nel 1990, ma il nome era già apparso in forma manoscritta dal 1986. In passato, fossili oggi attribuiti a Varialepis erano stati riferiti a generi come Amblypterus o Palaeoniscum da vari autori russi tra il XIX e l’inizio del XX secolo.
La specie tipo è Varialepis bergi, descritta da A. Minich nel 1990. Essa si distingue per una mascella con porzione postorbitale alta e stretta, margine dorsale rettilineo e porzione anteriore lunga e affusolata. Le scaglie del corpo anteriore e del ventre sono ornate da creste larghe e parallele alla forma generale della scaglia, convergenti verso l’angolo posteroventrale. Le scaglie diventano più lisce procedendo caudalmente, con sottili solchi diagonali nella parte anteriore e un denticolo acuto nell’angolo inferiore posteriore. Il margine posteriore è per lo più rettilineo, a volte con lievi seghettature. L’olotipo è rappresentato da un esemplare completo ben conservato (SGU 104-B/R-1), proveniente dalla località di Kichkass, distretto di Perevolotsky, Oblast' di Orenburg. L’orizzonte stratigrafico è la parte superiore della Formazione di Amanak, stadio Urzhumiano del Permiano medio.
Un’altra specie attribuita al genere è Varialepis oris, descritta da Yankevich e Minikh nel 1998. Si tratta di pesci di dimensioni comprese tra i 30 e i 40 centimetri, dotati di scaglie romboidali con margine posteriore liscio e margini dorsali e ventrali quasi rettilinei. Il campo depresso anteriore è stretto, mentre quello dorsale è limitato alle scaglie anteriori. Le scaglie prossime alla testa presentano da 8 a 12 creste piatte di diversa larghezza, originate dai margini anteriore e dorsale e convergenti diagonalmente. Le scaglie ventrali mostrano creste più pronunciate e ondulate. Le scaglie della parte centrale del corpo sono quasi lisce, con rilievi molto brevi solo nella parte anteriore. L’olotipo (SGU 104B/I274) è rappresentato da una scaglia isolata proveniente dalla località di Usolye nei pressi di Berezniki, nel Territorio di Perm'. L’orizzonte stratigrafico è lo stadio Ufimiano (Permiano inferiore).
Il genere Varialepis è presente nel Permiano medio (Urzhumiano) della Russia europea, in particolare nelle regioni di Orenburg e del Basso Kama, e nel Permiano inferiore (Ufimiano) dei Monti Urali centrali, suggerendo un’ampia distribuzione geografica in ambienti d’acqua dolce o marginali del Paleozoico superiore.